# 유목 (나무)

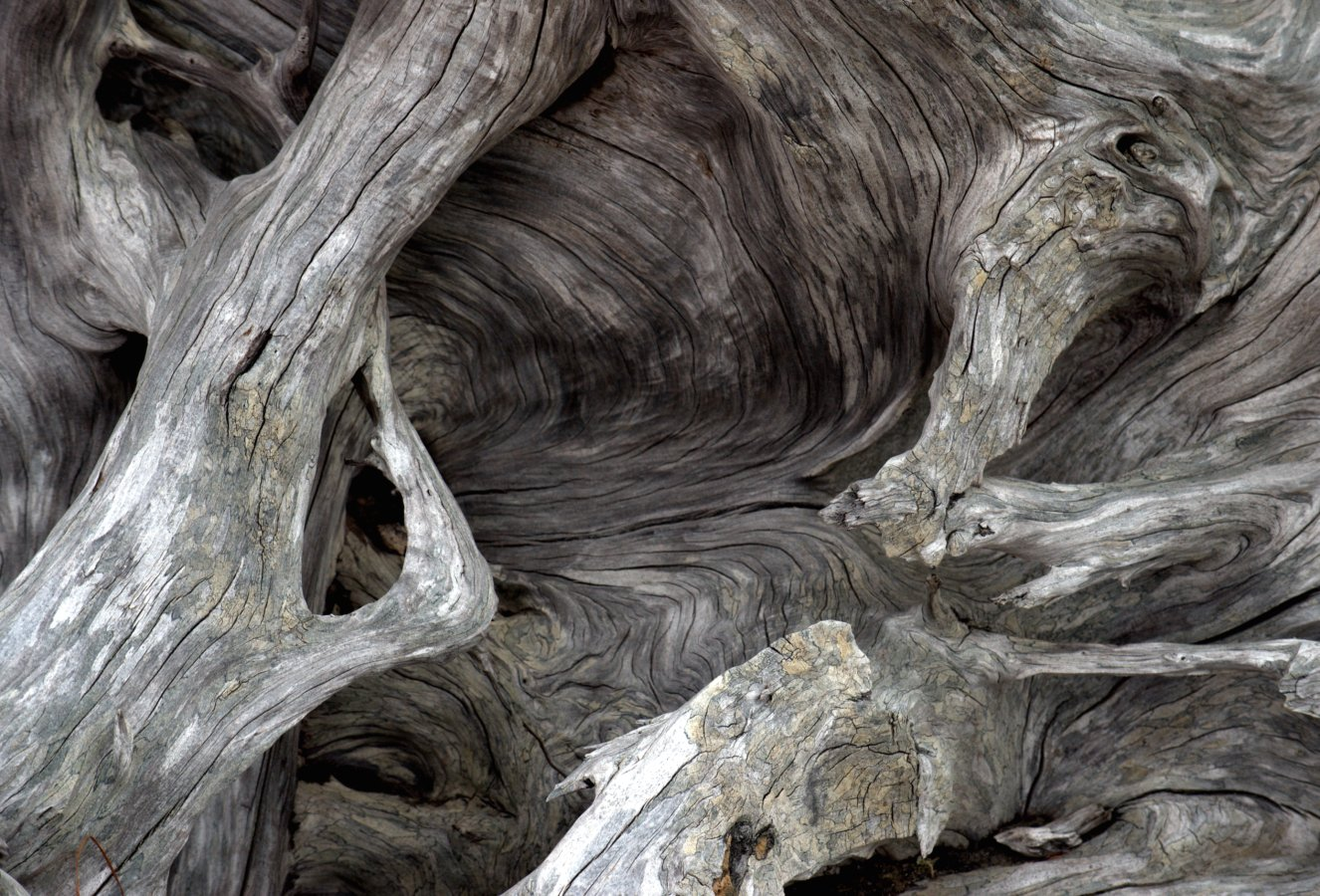

유목(流木)은 물에 가라앉은 나무를 말한다. 대양에 떠다니기도 한다.
야생에서는 물고기나 여러 수생동물의 은신처가 된다.

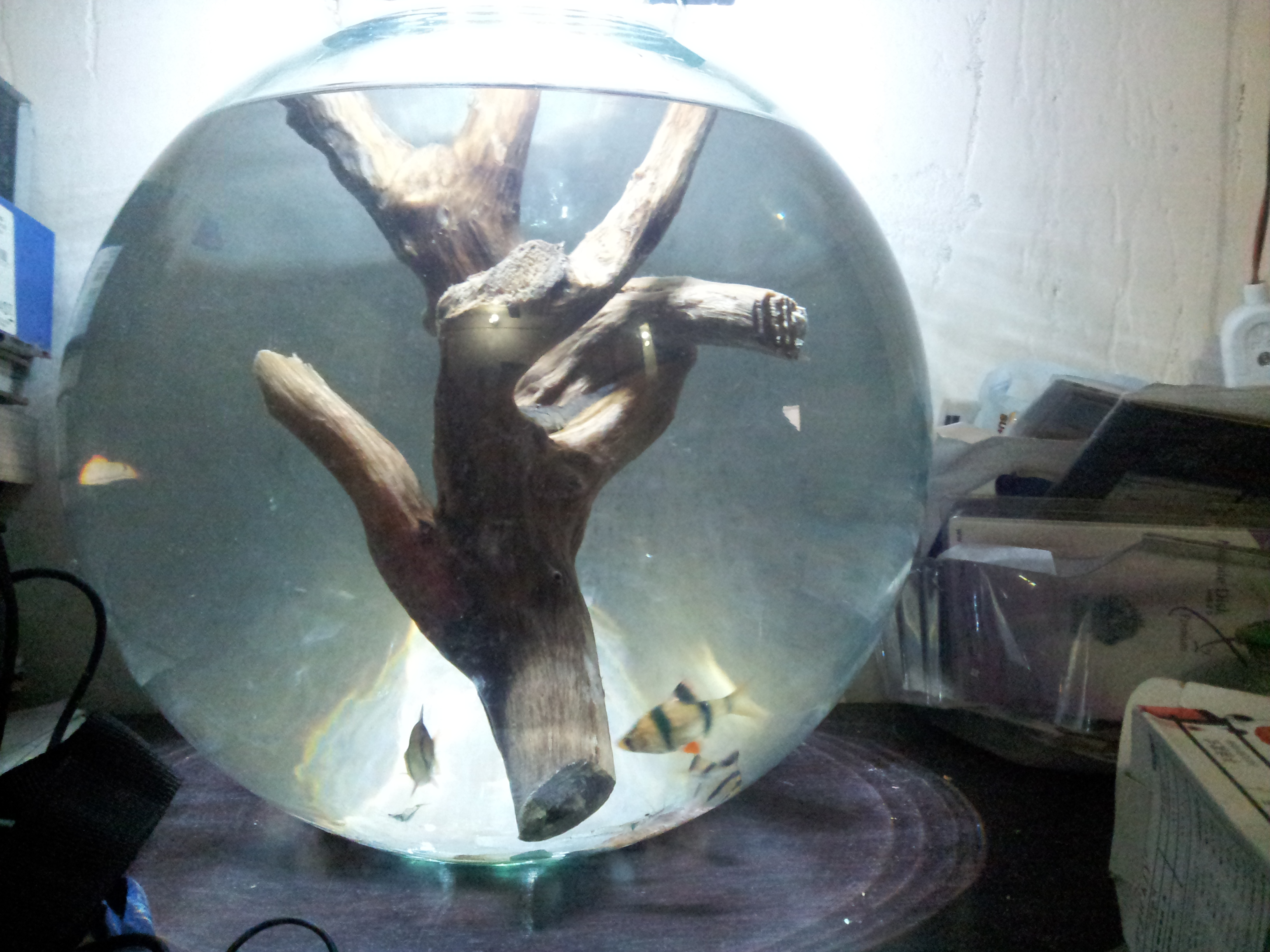
수족관에 넣은 유목.

수족관에 장식품으로 넣기도 하며, 이 때 물에 넣은 유목은 물을 산성인 블랙워터로 만든다.